# Juli Africà
|  | Per a altres significats, vegeu «Africà». |

Juli Africà (en llatí Iulius Africanus) va ser un orador del temps de Neró possiblement fill d'un altra Julius Africanus que va ser condemnat en temps de Tiberi, l'any 32.
Quintilià, que l'havia sentit parlar, diu que era el millor orador del seu temps juntament amb Domici Afer. L'eloqüència d'Africà es caracteritzava principalment per la seva vehemència i energia.
Plini menciona un net d'aquest Julius Africanus, que era advocat i li va presentar un plet en una ocasió. Va ser cònsol sufecte l'any 108.